# Hispanistik
Hispanistik, abgeleitet vom Namen der römischen Provinz Hispanien, oder auch Iberoromanistik, ist ein Teilbereich der Romanistik. Unter ihr wird die wissenschaftliche Beschäftigung mit der spanischen Sprache und spanischen Literatur verstanden sowie im weiteren Sinne auch die modernen Kulturwissenschaften, die sich mit der spanischen Nation, ihrer Geschichte und Landeskunde beschäftigen.